# Lijst van gemeenten in Istanbul
Onderstaande lijst bevat alle gemeenten (2000) in de Turkse provincie Istanbul.
| District      | Gemeente      |
| ------------- | ------------- |
| Adalar        | Adalar        |
| Avcılar       | Avcılar       |
| Bağcılar      | Bağcılar      |
| Bahçelievler  | Bahçelievler  |
| Bakırköy      | Bakırköy      |
| Bayrampaşa    | Bayrampaşa    |
| Beşiktaş      | Beşiktaş      |
| Beykoz        | Beykoz        |
| Beykoz        | Çavuşbaşı     |
| Beyoğlu       | Beyoğlu       |
| Büyükçekmece  | Bahçeşehir    |
| Büyükçekmece  | Beylikdüzü    |
| Büyükçekmece  | Büyükçekmece  |
| Büyükçekmece  | Esenyurt      |
| Büyükçekmece  | Gürpınar      |
| Büyükçekmece  | Kıraç         |
| Büyükçekmece  | Kumburgaz     |
| Büyükçekmece  | Mimarsinan    |
| Büyükçekmece  | Tepecik       |
| Büyükçekmece  | Yakuplu       |
| Çatalca       | Binkılıç      |
| Çatalca       | Çatalca       |
| Çatalca       | Çiftlikköy    |
| Çatalca       | Durusu        |
| Çatalca       | Hadımköy      |
| Çatalca       | Karacaköy     |
| Çatalca       | Muratbey      |
| Eminönü       | Eminönü       |
| Esenler       | Esenler       |
| Eyüp          | Eyüp          |
| Eyüp          | Göktürk       |
| Fatih         | Fatih         |
| Gaziosmanpaşa | Arnavutköy    |
| Gaziosmanpaşa | Boğazköy      |
| Gaziosmanpaşa | Bolluca       |
| Gaziosmanpaşa | Gaziosmanpaşa |
| Gaziosmanpaşa | Haraççı       |
| Gaziosmanpaşa | Taşoluk       |
| Güngören      | Güngören      |
| Meerdere      | Istanbul      |
| Kadıköy       | Kadıköy       |
| Kağıthane     | Kağıthane     |
| Kartal        | Kartal        |
| Kartal        | Samandıra     |
| Küçükçekmece  | Küçükçekmece  |
| Maltepe       | Maltepe       |
| Pendik        | Pendik        |
| Sarıyer       | Bahçeköy      |
| Sarıyer       | Sarıyer       |
| Silivri       | Büyükçavuşlu  |
| Silivri       | Celaliye      |
| Silivri       | Çanta         |
| Silivri       | Değirmen      |
| Silivri       | Gümüşyaka     |
| Silivri       | Kavaklı       |
| Silivri       | Ortaköy       |
| Silivri       | Selimpaşa     |
| Silivri       | Silivri       |
| Sultanbeyli   | Sultanbeyli   |
| Şile          | Ağva          |
| Şile          | Şile          |
| Şişli         | Şişli         |
| Tuzla         | Akfırat       |
| Tuzla         | Orhanlı       |
| Tuzla         | Tuzla         |
| Ümraniye      | Alemdağ       |
| Ümraniye      | Çekme         |
| Ümraniye      | Ömerli        |
| Ümraniye      | Sarıgazi      |
| Ümraniye      | Taşdelen      |
| Ümraniye      | Ümraniye      |
| Ümraniye      | Yenidoğan     |
| Üsküdar       | Üsküdar       |
| Zeytinburnu   | Zeytinburnu   |